# أسا هيجوتشي
أسا هيجوتشي (باليابانية: ひぐちアサ) هي مانغاكا يابانية، ولدت في 17 مايو 1970 في سايتاما في اليابان.

## روابط خارجية
- أسا هيجوتشي على موقع ANN person (الإنجليزية)